# Луна-1965A
Луна Е-6 № 8 (іноді Луна-1965A) — радянський автоматичний космічний апарат, який було втрачено у невдалому запуску в 1965 році. Це був 1422-кілограмовий серії Луна Е-6, сьома з дванадцяти запущених. Вона був задумана як перший космічний апарат для виконання м'якої посадки на Місяць, мети якої в кінцевому підсумку було досягнення космічним апаратом Е-6, Луна-9.
Луна Е-6 № 8 був запущений 10 квітня 1965 року, на вершині Молнія, з стартового майданчика 1/5 на космодромі Байконур. Під час польоту на стадії роботи третого ступеня, трубопровід баку окислювачем розірвався, що призвело до втрати окислювача і припинення його постачання до двигуна і в результаті двигун припинив роботу.
Кораблю не вдалося досягти орбіти, і космічний апарат розпався при падінні.